# Municipio de Franklin (condado de Warren, Nueva Jersey)
El municipio de Franklin (en inglés: Franklin Township) es un municipio ubicado en el condado de Warren en el estado estadounidense de Nueva Jersey. En el año 2007 tenía una población de 3,133 habitantes y una densidad poblacional de 44 personas por km².

## Geografía
El municipio de Franklin se encuentra ubicado en las coordenadas 40°43′11″N 75°3′33″O / 40.71972, -75.05917.

## Demografía
Según la Oficina del Censo en 2000 los ingresos medios por hogar en el municipio eran de $69,115 y los ingresos medios por familia eran $72,763. Los hombres tenían unos ingresos medios de $47,569 frente a los $31,906 para las mujeres. La renta per cápita para la localidad era de $27,224. Alrededor del 3.1% de la población estaba por debajo del umbral de pobreza.